# NGC 1209
NGC 1209 é uma galáxia elíptica (E6) localizada na direcção da constelação de Eridanus. Possui uma declinação de -15° 36' 40" e uma ascensão recta de 3 horas, 06 minutos e 02,9 segundos.
A galáxia NGC 1209 foi descoberta em 30 de Dezembro de 1785 por William Herschel.